# 8252 Елкінс-Тантон
8252 Елкінс-Тантон (8252 Elkins-Tanton, (8252) 1981 EY14) — астероїд головного поясу, відкритий 1 березня 1981 року.
Тіссеранів параметр щодо Юпітера — 3,589.